# Gregorianska kalendern

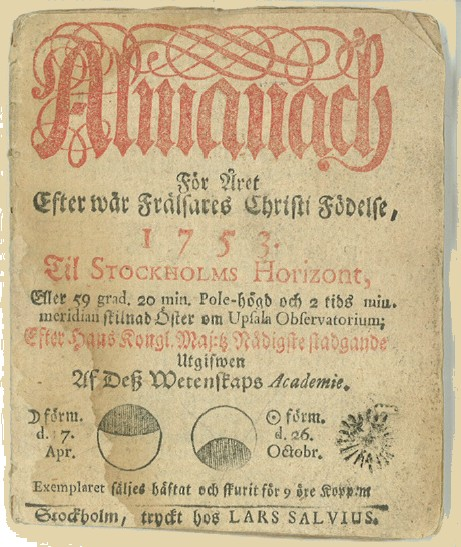
Den svenska almanackan anno 1753, året då den gregorianska kalendern infördes i Sverige.

Gregorianska kalendern, i Sverige även kallad nya stilen, är den kalender som används i de flesta av världens länder och används numera globalt genom Koordinerad universell tid UTC med globala tidszoner. 
Kalendern har sina ursprungliga rötter i Babyloniska kalendern och Anno Graecorum för system med veckor, dygn, timmar, minuter och sekunder, med månader enligt julianska kalendern (romerska kalendern) och årsberäkning enligt Anno Domini. Vi har en obruten serie av 7 veckodagar sedan babylonernas tid inom alla de kristna, muslimska och judiska kalendrarna.
Den föreslogs av Aloysius Lilius och antogs av påven Gregorius XIII den 24 februari 1582 genom bullan Inter Gravissimas som en mindre ändring av den julianska kalendern, där 10 dygn, 5-14 oktober 1582, ströks.

## Bakgrund
Första konciliet i Nicaea år 325 fastställde de kristna kyrkornas grunder och så också kyrkoåret och dess händelser. Man klargjorde också dygnets (helgernas) inledning vid solnedgången (kl 18) från klargörandet av världens skapelse enligt Bibelns Moseböckerna den 1 september vid solnedgången. Kyrkoårets händelser definierades uttryckt i den Julianska kalenderns månad-system men uttryckte ingen definition för årsangivelser (frågan om året för världens skapelse var under oenig debatt). Konciliet resulterade också i att alla kyrkor genom sina biskopar enades om vilken dag påsken skulle firas, så att uppståndelsens högtid, den viktigaste kristna högtiden, firades gemensamt på en dag som icke följde den judiska kalendern. Påsken definierades som första söndagen efter fullmåne efter vårdagjämningen, men man definierade kalendern i form av tabeller som följdes, då det på den tiden var svårt att klart fastslå de rätta astronomiska förhållandena. 
Problemet var att tabellerna och verkligheten började skilja sig åt med tiden (1582 10 dagar), påsken firades uppenbart på fel dag, så kyrkan och staterna i väst (Sverige 1 mars 1753, Storbritannien med alla kolonier 1752) korrigerade (på order av påven eller anpassning till 1700-talets allt mer globaliserade värld) när påven Gregorius XIII skapade Gregorianska kalendern 1582. Datumen flyttades fram 10 dagar, beräkningen för påsken ändrades blev astronomiskt styrd istället för av Koncilliet i Nicaeas tabeller, men årtalen och nyårsdatumet var de samma som i julianska kalendern. Gregorius var påve, vilket var en faktor i den ortodoxa kyrkan år 1728 och dess stater (Ryssland år 1700), som då istället bytte från bysantinska kalendern till julianska kalendern.
I början av 1900-talets globalisering med globala kommunikationer dominerade den Gregorianska kalendern världen (se Tidszoner och UTC), så gick i princip alla icke-kristna stater och till slut Grekiska staten år 1923 över till Gregoriansk tid och ortodoxa kyrkan år 1924 till den reviderade julianska kalendern (som är snarlik den Gregorianska kalendern), men inte alla ortodoxa kyrkor.

## Bullan Inter Gravissimas innehåll
1. Konciliet i Trent (1545–1563) bemyndigande frågan den romerske påvens myndighet och dom.
2. Frågan är att helg, särskilt påsken firas på rätt dagar i förhållande till månen och solen
3. Föregångaren Påve Pius V har reglerat kyrkoårets helger
4. Detta kräver naturligtvis ett legitimt återställande av kalendern
5. Antonius Lilius, doktor i konst och medicin, som hans bror Aloysius Lilius har utarbetat förslaget som accepterats på remiss
6. Syftet är att återställa påsken i enlighet konciliet i Nicea till första söndagen efter fullmåne efter vårdagjämningen
  1. Korrekt placering av vårdagjämningen, att den astronomiska vårdagjämningen infaller den 21 mars (inte 31 mars, nu 3 april)
  2. Korrekt placering av fullmåne (den fjortonde dagen av månen) antingen inträffar på dagen för själva vårdagjämningen eller är nästa som följer efter
  3. Den första söndagen som följer på samma fullmåne
7. Därför avlägsnas 10 dagar, 5-14 oktober 1582
  1. För att återställa vårdagjämningen till sin ursprungliga plats från vilken den redan har dragit sig tillbaka med ungefär tio dagar sedan konciliet i Nicaea
  2. Att återställa månens fjortonde påskdag (fullmåne) till sin plats
  3. Men också en metod och en regel, för att förhindra att vårdagjämningen och fullmånen någonsin mer i framtiden flyttas bort från sina rätta platser
8. Kontrakt och avtal som sträcker sig över de borttagna dagarna förlängs 10 dagar
9. Skottdag läggs in som den 29 februari varje jämnt 4:e år, men inte varje 100:e men varje 400:e år
10. Att det tidigare tabellsystemet för vårdagjämningen och fullmåne ersätts av rätt dagar i förhållande till månen och solen
11. Hur cyclus litterarum dominicalium XXVIII annorum, cykeln av söndagsbrev skall hanteras
12. Att förändringen är en order från Påven
13. Den som bryter bullan genom tryck straffas med böter eller genom bannlysning
14. Instruktion till kyrkans företrädare
15. Krav på att kungar, furstar och republiker under Påvens domän, tillämpar bullan
16. Krav om bullans annonsering och spridning
17. Den som inte följer bullan, måste veta att de kommer att dra på sig den allsmäktige Guds och de välsignade apostlarna Petrus och Paulus indignation.

## Införande
En del länder införde den nya kalendern samma år som bullan utfärdades, men i synnerhet i protestantiska länder dröjde det länge. 
I den västliga världen förekom alltså parallellt under åtskilliga år två olika kalendrar, i Sverige kallade den gamla stilen och den nya stilen. Över hela Europa rådde stor oreda i tideräkningen. Finland hade som del av Sverige gått över till nya stilen. Sverige införde Gregoriansk tid 1 mars 1753.
Men i Ryssland användes den julianska kalendern fram till efter revolutionen 1917 (som år 1700 i Ryssland, hade ersatt den bysantinska Anno mundi), men inte Rysk-ortodoxa kyrkan. Den 1 mars 1923 gick staten Grekland över till Gregoriansk tid och samtidigt införde den Grekiska kyrkan och Konstantinopels ekumeniska patriarkat snarlik Gregoriansk tid, den Reviderade julianska kalendern. 
Efter Rysslands invasion av Ukraina är kalenderfrågan är en politisk stridsfråga i Ukraina. Den innebar att Ortodoxa kyrkan i Ukraina år 2023 gått över till Gregoriansk tid (Reviderade julianska kalendern), och kalendertillämpning är numera i Ukraina en politisk markör.
Gregoriansk tid används allmänt globalt numera formaliserad som Koordinerad universell tid (UTC), där man i vissa länder även för annan tideräkning parallellt.

## Frågeställningen
År 1582 var julianska kalendern 10 dagar för mycket jämfört med jordrotationen, numera 13 dagar. Man firade jul efter nyår och beräkningarna av tiden för påsken var kaotisk. 
Genomsnittsåret i den julianska kalendern är 365,25 dygn långt men eftersom det genomsnittliga solåret är ungefär 365,2422 dygn kommer kalendern så småningom i otakt med årstiderna. I den julianska kalendern är ett år skottår om årtalet är jämnt delbart med fyra. I den gregorianska kalendern gäller samma sak, med undantag för årtal som är jämna århundraden, dessa är inte skottår annat än då också seklet är jämnt delbart med 400. Detta innebär att exempelvis åren 1800 och 1900 ej var skottår, medan 2000 var skottår. Dessa skottår, som i Sverige hittills bara inträffat en enda gång, år 2000, kallas storskottår.
Den gregorianska kalendern får i genomsnitt 365,2425 dygn på ett år, vilket idag ger ett fel på bara ett dygn per cirka 3000 år. Emellertid sker en fördröjning av jordrotationen och med en fortsättning av denna kan kalendern komma ur fas snabbare än så.

## År
Åren i den gregorianska kalendern räknas efter Kristi presumtiva födelse, där kalenderns epok, det första året, Herrens år (Anno Domini) 1, börjar och slutar med den första veckodagen (Herrens dag, söndagen) enligt den kristna 7-dagarsveckan som övertagits från judendomen. År 2–7 e.Kr. börjar och slutar på veckodag 2–7 eftersom år 4 inte är ett skottår på grund av kalenderreformen som genomfördes i samband med den av kejsar Augustus beordrade skattskrivningen. Ny forskning tyder dock på att skottåren kunde ha tagits upp redan år 4 e.Kr.
I vilket fall är historiker överens om att år 8 e.Kr. och vart fjärde år därefter varit skottår ända fram till år 1700, då påven Gregorius kalenderreform från år 1582 fick genomslag för första gången. Inte heller de länder som infört kalendern före 1600 fick någon effekt vid sekelskiftet 1599-1600, eftersom 1600 är delbart med 400 och därför blir ett storskottår i den gregorianska kalendern.
Förkortningarna "e.Kr." och "f.Kr." (eller vt och fvt) används för att ange att man avser det givna årtalet efter respektive före epoken; utan förkortning är det normalt underförstått att åren efter epoken avses. Kristi födelse inträffade sannolikt mellan år 7 f Kr och 4 f Kr, men benämningen "efter Kristus" är så inarbetad att den fortfarande används. Valet av startdatum för tideräkningen gjordes av abboten Dionysius Exiguus som år 525 fick uppdraget av påven att ytterligare precisera tiden för kristen påsk, denna gång utan att relatera årtalet till en specifik regents trontillträde så som det gjorts sedan urminnes tider. För att årsindelningen skulle sammanfalla med veckoindelningen på så sätt att det första året i den kristna tideräkningen började med en hel vecka fanns det två alternativa startdatum där årets första dag också var den första dagen i den judiska och kristna veckan, söndagen den 1 januari det år vi nu känner som år 7 f.Kr. samt söndagen den 1 januari det år som vi nu känner som år 1.
Ett tidigare försök att bestämma tid för påsk gjordes vid kyrkomötet i Nicaea år 325, då enligt principen "första söndagen efter första fullmånen efter vårdagjämningen". Denna regel fungerar för det mesta, men det finns specialfall, där det inte kan bestämmas entydigt. I dessa, sällan förekommande fall, bestämmer påven vad som skall gälla.
Första århundradet efter Kristus omfattar åren 1 till 100, andra århundradet 101 till 200, tredje århundradet 201 till 300 och så vidare. Första århundradet före Kristus omfattar 1 f Kr till 100 f Kr, andra århundradet före Kristus 101 f Kr till 200 f Kr och så vidare. Man räknar alltså bakåt i tiden utifrån epoken på detta sätt. Observera att vi numera, av praktiska skäl, brukar räkna de 100 år som börjar på samma siffror för ett århundrade, vilket, om man interpolerar bakåt, skulle medföra att det första århundradet före Kristus, och det första efter Kristus, bara innehåller 99 år.
Hur man betecknar seklen varierar från språk till språk. I bland annat engelska, spanska och tyska räknar man antal sekel. År 1–100 är det första seklet, 1801–1900 det nittonde seklet ("the 19th century", "Siglo XIX" respektive "19. Jahrhundert"). På svenska namnges århundraden vanligen enligt årtalets första siffror, varvid 1800–1899 blir 1800-talet.
I andra kalendrar räknas åren utifrån andra händelser. Den judiska kalendern börjar 7 oktober 3761 f.Kr. (detta är dock inte tiden för Adams skapelse, som tänks ha inträffat nästan ett år senare, 26 september 3760 f.Kr., utan ett fixerat ögonblick 349 dagar innan Gud skapade världen enligt traditionell judisk historieskrivning); den romerska kalendern började 21 april 753 f.Kr. (Roms grundande); den bysantinska kalendern börjar med mars 5508 f.Kr. (Världens skapelse beräknad enligt Septuaginta) och den muslimska kalendern börjar 16 juli 622 e.Kr. (Muhammeds flykt till Medina).

## Månader
En månad var ursprungligen en lunär cykel, det vill säga tiden från en viss månfas (till exempel fullmåne) till nästa förekomst av denna fas, vilket är en period på drygt 27 dygn. Se vidare månen.
Den gregorianska kalendern har 12 månader som fått sina namn från romerska gudar, kejsare och räkneord som namngav månaderna i den romerska kalendern:
- Januari (31 dagar)
- Februari (28 dagar, under skottår 29 dagar)
- Mars (31 dagar)
- April (30 dagar)
- Maj (31 dagar)
- Juni (30 dagar)
- Juli (31 dagar)
- Augusti (31 dagar)
- September (30 dagar)
- Oktober (31 dagar)
- November (30 dagar)
- December (31 dagar)

Romarnas kalender började före kejsar Augustus med månaden mars och slutade med februari. Under skottår hade varannan månad (mars, maj, juli, september, november och januari) 31 dagar medan övriga månader inklusive februari hade 30 dagar. När det inte var skottår hade februari endast 28 dagar. I samband med kejsar Augustus införande av ett gemensamt taxeringsår förlängdes den 6:e, 8:e och 10:e månaden med en dag samtidigt som den 7:e, 9:e och 12:e månaden förkortades med en dag. Den 6:e månaden uppkallades efter Augustus och årsskiftet flyttades till den 1 januari. I samband med denna reform slopades temporärt skottåren år 5 f.Kr., år 1 f.Kr. samt år 4 e.Kr. på grund av att man i Rom efter Julius Caesars död haft skottår vart tredje år istället för vart fjärde år, något som korrigerades genom Augustus kalenderreform. Det första ordinarie skottåret efter detta uppehåll var alltså år 8 enligt vår tideräkning.

## Veckor
En vecka är en tidsperiod som sträcker sig över sju dagar som räknas oberoende av månadernas och årens växlingar. Det som är särskilt anmärkningsvärt med veckan är att den saknar anknytning till någon naturlig cykel. Den hebreisk-kristna traditionen förklarar veckan som ett resultat av att världen skapades av Gud på 6 dagar och att Gud sedan vilade den sjunde dagen (på sabbaten/lördagen). De ortodoxa folken och judarna har därför för de flesta dagar endast ett nummer. I övriga polyteistiska traditioner föll detta i glömska. Välorganiserade folk såsom babylonierna sökte förklara veckan utifrån de sju himlakropparna (solen, månen, Mars, Merkurius, Jupiter, Venus, Saturnus), som de uppfattade som gudar. De nordiska folken namngav dagarna enligt följande:
- Söndag - Sunnes dag
- Måndag -  Mánis dag
- Tisdag - Tyrs dag
- Onsdag - Odens dag
- Torsdag - Tors dag
- Fredag - Frejas dag
- Lördag - lö(ga)r(e)dagen

## Dagar
Dagarna i varje månad räknas med datum. 
Med en dag menas antingen 
- Tiden från solens uppgång till nedgång
- Tiden mellan två nedgångar
- Tiden mellan två uppgångar
- Tiden från midnatt] till nästa midnatt (dygn)

Dygnet indelas i 24 timmar som i sin tur indelas i 60 minuter indelade i 60 sekunder.

### Definition av dag
Den första betydelsen
syftar på dygnets ljusa del, som kan skifta med årstiderna. Det har till exempel betydelse i  Muslimska kalendern (som är månkalender, årstidernas varierande dagslängd i Sverige och årliga tidsförskjutningen, påverkar det livet för dem i Sverige på ett betydande sätt). I Sveriges försvarsmakt (i svenska staten) och svenska flaggans bestämmelser börjar dagen från 1 mars till och med 31 oktober kl 08:00 och annars 09:00 och slutar senast kl 21:00[7]..
De övriga syftar på dygnet, såsom ett mått för tideräkning.
De övriga
syftar på dygnet, såsom ett mått för tideräkning. 
Den andra betydelsen
den ursprungliga Gregorianska (gäller i kyrkan)
- Gregorius var Påve och enligt Bibeln när gud skapade världen, avslutades det första dygnet och andra dagen börjar vid solnedgången (kl 18),  den 1 september år 3777 f.Kr i latinska Vulgata eller i byzantinsk tideräkning 5509 f.Kr i grekiska Septuaginta.
- I Första Mosebok skapar gud världen (natt) och sedan ljuset (dag) och när solen går ner är första dygnet förbi.[4][10]
- Skapelsen är central i den judiska Livryat haOlam och tidigare byzantinska Etos kosmou, Anno Mundi tideräkningen och är bevarad i den hebreisk-kristna traditionen.
- I den judiska kalendern slutade den första dagen och den andra inleds med solnedgången, den första dagen av den sjunde månaden Tishrei (vilket innefaller vanligen i september) 6 september år 3761 f.Kr, som är år 2 i judiska kalendern då man räknar ett tomt år innan skapelsen. Judiska helger inleds och avslutas med solnedgången, men eftersom det judiska året som visserligen är månkalender men har skottmånader, infaller inga judiska helger under tider då solen inte går ner i delar av Sverige och utgör inget problem för dem).
- Svenska kyrkan ringer till helgmål kl 18 på lördagen då helgdagen börjar och ut kl 18 söndagen[11]. Juldagen börjar kl 18 den 24 december och slutar kl 18 den 25 december (och man firar i Sverige jul från kl 18 den 24 december).

## Klockslag
Dygnets timmar räknas i de flesta språk och länder antingen i två grupper om tolv timmar eller som tjugofyra timmar. De två systemen kan också användas parallellt, såsom i Sverige och Finland där 24-timmarssystemet används i tidtabeller, men 12-timmarssystemet i dagligt tal.
I 12-timmarssystemet kan "klockan 4" avse en tidpunkt antingen på morgonnatten eller på eftermiddagen. Ofta framgår det av omständigheterna vilket som menas, men ibland behövs en precisering. I engelsktalande länder använder man AM (ante meridiem, före middagstiden) och PM (post meridiem, efter middagstiden) för att ange vilkendera som menas.
AM/PM-klockan runt 12:00 (middag) och 24:00/00:00 (midnatt) går så här jämfört med 24-timmarsklockan:[källa behövs]
11:59 AM = 11:59
12:00 PM = 12:00
12:01 PM = 12:01
12:59 PM = 12:59
1:00 PM = 13:00
11:59 PM = 23:59
12:00 AM = 00:00
12:01 AM = 00:01
12:59 AM = 00:59
1:00 AM = 01:00
Genom en precis definition undviker man praktiska problem vid verkställighet av något skeende just vid 12-slaget, antingen på dagen eller vid midnatt. Tvetydigheter har då undvikits genom att man säger att verksamhet A upphör kl 11:59 AM (det vill säga 11:59 enl 24-timmarsklockan) och verksamhet B börjar kl 12:01 PM (det vill säga 12:01 enl 24-timmarsklockan). Eller också bestämmes att verksamhet A slutar 11:59 PM (23:59 enl 24-timmarsklockan), medan verksamhet B börjar kl 12:01 AM (00:01 enl 24-timmarsklockan). Noga räknat uppstår då ett interregnum på en minut, eller en allmän tveksamhet om vad som gäller under hela 2 minuter.
För den enskilde kan det bli problem med inställning av elektroniska väckarklockor, som många gånger har AM/PM-funktionen som bas. Om klockan ska ringa vid exakt midnatt eller exakt middag, är det i praktiken lätt hänt att ringningen kommer 12 timmar fel, beroende på hur man tolkat AM respektive PM vid inställning av väckningstiden.
I engelsktalande länder har man ofta kallat 24-timmarsräkning för "militärt klockslag" eftersom militären tidigt anammade 24-timmarsräkningen.
I Sverige gör man en distinktion på kl 2400 och kl 0000. Dygnet slutar kl 2400 och nästa dygn börjar kl 0000. Väl att märka är att kl 2400 och kl 0000 inträffar vid exakt samma ögonblick. Däremot gör man i UTC-tid skillnad mellan 23.59.60 och 00.00.00, där den förra tidpunkten är en skottsekund efter 23.59.59.

## Gregorianska kalenderns införande

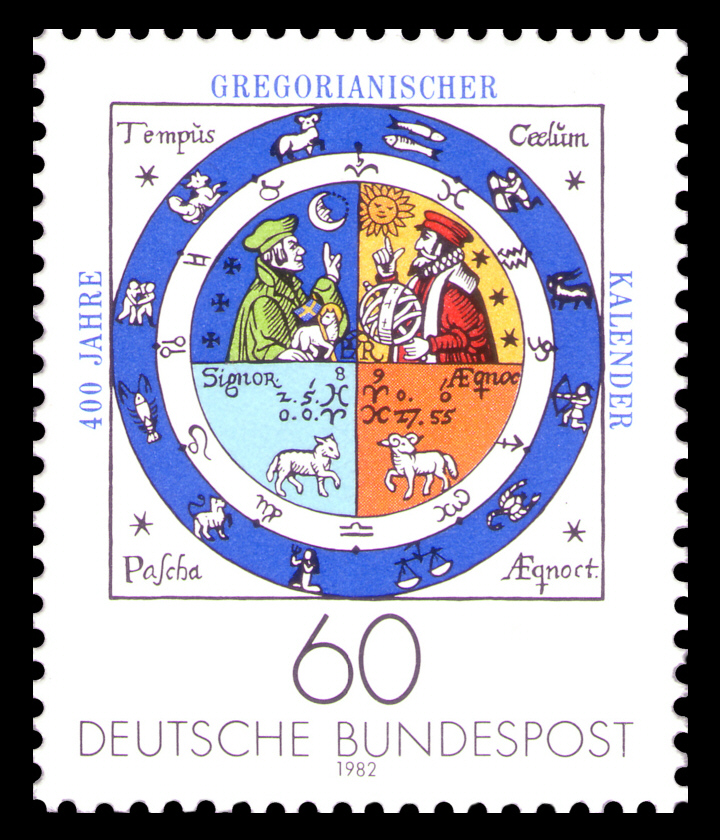
Västtyskt frimärke från 1982 utgivet med anledning av 400-årsjubileet av den gregorianska kalenderns införande. Bilden på frimärket är hämtad från en bok utgiven av Johann Rasch 1586.

Följande år infördes den gregorianska kalendern i några olika länder: 
- 1582 - Spanien med besittningar, Italien, Polsk-litauiska samväldet, Portugal med besittningar, Frankrike, Luxemburg och de katolska delarna av Nederländerna
- 1583 - Österrike, Bayern och Tyrolen
- 1583-1585 - De katolska regionerna av Tyskland och Schweiz
- 1584 - Böhmen och Mähren
- 1587 - Ungern
- 1590 - Transsylvanien
- 1610 - Preussen
- 1648 - Alsace
- 1682 - Strasbourg
- 1700 - Danmark (inklusive Norge, Färöarna och Island) samt de protestantiska regionerna av Tyskland, Nederländerna och Schweiz (utom kantonerna Sankt Gallen och Graubünden)
- 1724 - Den schweiziska kantonen Sankt Gallen
- 1752 - Storbritannien med besittningar (inklusive de som i juli 1776 skulle komma att bilda USA)

- 1753 - Sverige (inklusive Finland)
- 1760 - Lorraine

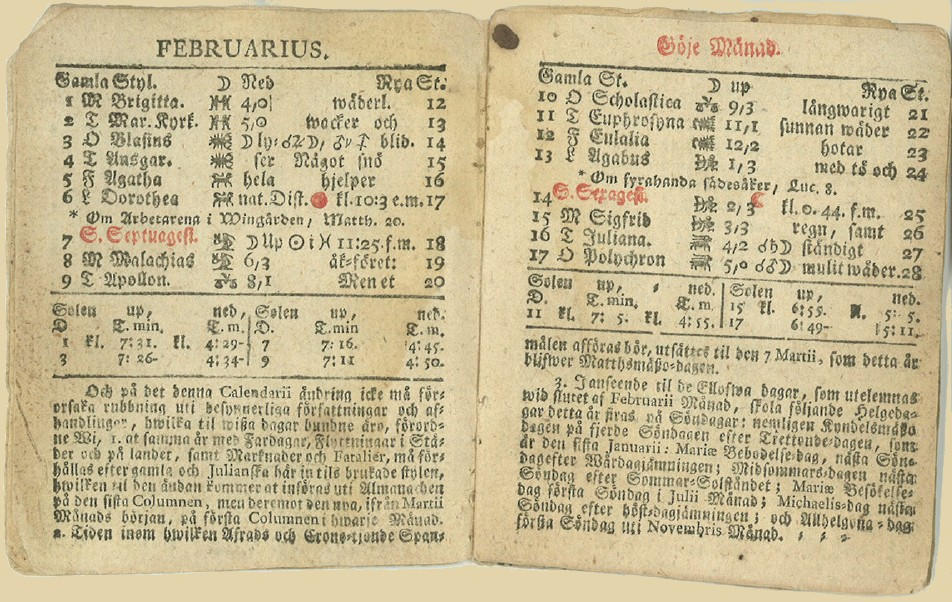
Den svenska almanackan anno 1753. Februari månad hade endast 17 dagar, eftersom den gregorianska kalendern infördes detta år.

- 1811 - Schweiziska kantonen Graubünden
- 1867 - Alaska (genom Alaskaköpet)
- 1873 - Japan
- 1875 - Egypten
- 1896 - Korea
- 1911 - Kina
- 1912 - Albanien
- 1915 - Litauen
- 1916 - Bulgarien
- 1918 - Ryssland och Estland
- 1919 - Rumänien och Jugoslavien
- 1925 - Grekland
- 1926 - Turkiet

## Införandet i Sverige
I det protestantiska Sverige var det i början starkt motstånd mot att införa ett bruk som påbjudits av påven, katolicismens högste företrädare. Som en religionsneutral kompromiss föreslog Anders Spole, professor i astronomi vid Uppsala universitet, att man från och med år 1700 skulle införa samma ändring som påven fastställt, men i stället utgå från midvintersolståndet, 10 dagar före nyår. Den gregorianska kalendern infördes i Danmark och Norge, men i Sverige föll Spoles förslag. Det dröjde ända till 1753 innan den gregorianska kalendern infördes i Sverige.
I november 1699 beslöt den svenska regeringen att gregorianska kalendern skulle införas i Sverige. Men det skulle inte ske direkt, utan man skulle utesluta skottdagen under 11 skottår (1700–1740) för att få en anpassning i lagom takt.
År 1700 slopade man därmed skottdagen, men 1704 och 1708 gjorde krig att man glömde bort planerna och skottdagarna inföll som tidigare. Sverige hade därmed fått en egen kalender, som inte fanns i något annat land. Den svenska kalendern var tio dagar efter den gregorianska och en dag före den julianska. Detta uppfattades naturligtvis som opraktiskt, så 1711 beslöt Karl XII att man skulle återgå till den gamla kalendern. Det gjordes på så sätt att man satte in en extra skottdag, fredagen den 30 februari, 1712, den så kallade tillökningsdagen.
Det fanns en viktig orsak till att makthavarna skyndade långsamt med kalenderbytet. Den stora majoriteten av Sveriges befolkning var bönder. Deras liv styrdes i hög grad av Bondepraktikan som föreskrev när sysslor skulle utföras och hur vädret skulle tolkas vid särskilda datum. Att från ett år till ett annat ta bort elva dagar från almanackan kunde ställa till med stor oreda för bönderna.
1753 togs till sist det stora steget över till den nya kalendern. Det gick till så, att man tog bort de 11 sista dagarna i februari. Onsdagen den 17 februari följdes därför av torsdagen den 1 mars (som annars skulle ha varit en måndag). Sverige ville undvika hänvisningar till påvar, så den gregorianska kalendern kallades för nya stilen. Tiden före 1 mars 1753 kallades för gamla stilen. Genomförandet var dock inte populärt bland bönderna, utan det blev som man befarat – många ansåg att man tagit bort 11 dagar från deras liv och rubbat förutsättningarna för att följa Bondepraktikan. I jämförelse med det meteorologiska/astronomiska året innebar detta att vintersolståndet med årets längsta natt flyttades fram i kalendern till den 22 december. Tidigare hade den legat i anslutning till Lucia-dagen den 13 december och bidragit till dess firande som ljusfest.
Dessa förändringar i tideräkningen har en liten effekt än i dag i släktforskningssammanhang. Människor som föddes på ena och dog på andra sidan om 1753 års skifte levde alltså elva dagar kortare än vad som står på papperet. Om kyrkböckernas datum för födelse, giftermål, begravning eller dylikt inträffade före skiftet är det alltså elva dagar färre än det antal dagar som står på papperet.

## Dubbel datering
Från 1582, när de första länderna gick över till den gregorianska kalendern och fram till 1923, när den sista europeiska nationen anslöt, var det ofta nödvändigt att ange datum enligt både juliansk och gregoriansk kalender. Det kunde till exempel skrivas "10/21 februari 1750/51". Vissa länder numrerade åren från 1 januari medan andra utgick från andra datum. Skillnaden i årtal fanns redan före införandet av den gregorianska kalendern, men nu tillkom alltså även en skillnad i datum.
- Läs mera: Gamla stilen och nya stilen

## Skillnaden mellan gregorianska och julianska kalenderns datum
Sedan den gregorianska kalendern infördes har skillnaden mellan gregorianska och julianska kalenderdatum ökat med tre dagar för vart fyrahundrade år:
| Gregorianska datum                         | Julianska datum                             | Skillnad |
| ------------------------------------------ | ------------------------------------------- | -------- |
| Från 15 oktober 1582 till 28 februari 1700 | Från 5 oktober 1582 till 18 februari 1700   | 10 dagar |
| Från 1 mars 1700 till 28 februari 1800     | Från 19 februari 1700 till 17 februari 1800 | 11 dagar |
| Från 1 mars 1800 till 28 februari 1900     | Från 18 februari 1800 till 16 februari 1900 | 12 dagar |
| Från 1 mars 1900 till 28 februari 2100     | Från 17 februari 1900 till 15 februari 2100 | 13 dagar |
| Från 1 mars 2100 till 28 februari 2200     | Från 16 februari 2100 till 14 februari 2200 | 14 dagar |